# Єкатериновка (Белебеївський район)
Єкатери́новка (рос. Екатериновка, башк. Екатериновка) — присілок у складі Белебеївського району Башкортостану, Росія. Входить до складу Баженовської сільської ради.
Населення — 122 особи (2010; 117 в 2002).
Національний склад:
- росіяни — 50 %